# 渡渡鳥 (網站)
渡渡鳥（英語：The Dodo）是美國一家專注動物及動物權益的網絡出版商。該網站由《赫芬顿邮报》創始人兼BuzzFeed董事長肯尼斯·雷爾的女兒利齊·雷爾（Izzie Lerer）于2014年1月推出。渡渡鳥目前是臉書上最受歡迎的影片發佈者之一，僅僅在2015年11月就從社交網站獲得10億次的點擊量。渡渡鳥目前的總部位於紐約市。

## 外部鏈接
- 官方网站（英文）
- 渡渡鳥的X（前Twitter）
- 渡渡鳥的Facebook專頁
- YouTube上的渡渡鳥頻道
- 渡渡鳥的Instagram帳戶
- 渡渡鳥的Snapchat專頁